# Corchorus elachocarpus
Corchorus elachocarpus är en malvaväxtart som beskrevs av Ferdinand von Mueller. Corchorus elachocarpus ingår i släktet Corchorus och familjen malvaväxter. Inga underarter finns listade i Catalogue of Life.